# فیلیوکه

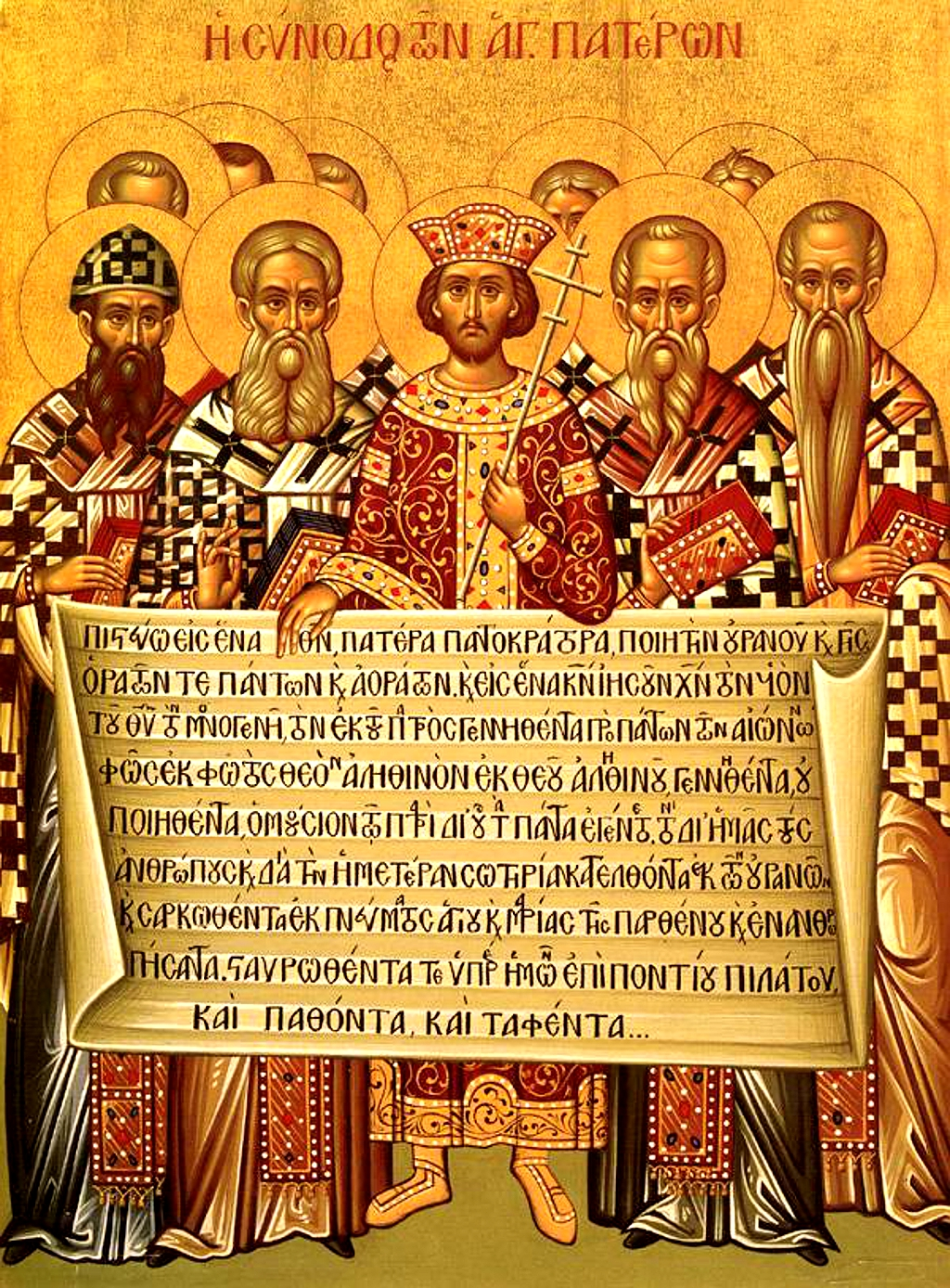
شمایلی که در آن امپراتور کنستانتین (در وسط) و پدران شورای نیقیه در حال نگاه داشتن اعتقادنامه نیقیه دیده می‌شوند.

فیلیوکه (لاتین: Filioque) به معنای «و از پسر» در زبان لاتین، اصطلاحی مورد اختلاف در اعتقادنامه نیقیه است که موضوع یک جدال بزرگ بین مسیحیان غربی و شرقی است. کلیسای رم مفاد جدیدی به اعتقادنامه نیقیه افزود که این کار سبب اعتراض کلیسای قسطنطنیه و در نهایت جدایی کلیسای قسطنطنیه و لاتین شد. این اختلاف بر سر این بود که در اعتقادنامه عنوان شود روح‌القدس «از پدر» نشات می‌گیرد که عقیده اولیه موجود در نسخ یونانی بود یا «از پدر و پسر» نشات می‌گیرد که بعدتر در نسخه لاتین به متن اضافه شد.
اضافه شدن عبارت «و پسر» برای نخستین بار توسط بعضی از کلیساهای لاتین در اواخر قرن ششم میلادی صورت گرفت اما به‌طور رسمی در سال ۱۰۱۴ در اعمال شرعی کلیسای رم گنجانیده شد هرچند توسط مسیحیت شرق رد شد. این که فیلیوکه بعداً وارد اعتقادنامه شده‌است و همچنین چگونگی ترجمه و درک آن پیامدهای مهمی بر چگونگی درک آموزه‌های تثلیث، که برای اکثریت کلیساهای مسیحی مهم است، دارد.
این اصطلاح یک عامل درگیری مداوم بین مسیحیت شرقی و غربی بوده‌است، که بخش عمده ای از آن در جدایی شرق و غرب سال ۱۰۵۴ و عدم تلاش برای اتحاد مجدد طرفین رخ داد. با این وجود تلاش‌هایی برای حل مناقشه صورت گرفته‌است. از جمله این تلاش‌ها، کارهای ماکسیموس اقرارکننده است که توسط کلیساهای شرقی و غربی به‌طور مستقل مورد بررسی قرار گرفت. اختلاف در مورد این آموزه و مسئله تقدم پاپی، دلیل اصلی جدایی بین کلیساهای شرقی و غربی بوده و هست.